# Al-Hamidi
Al-Hamidi (arab. الحميدي) – wieś w Syrii, w muhafazie Aleppo. W 2004 roku liczyła 
910 mieszkańców.